# Wildenburg (Hellenthal)
Wildenburg ist ein Ortsteil der Gemeinde Hellenthal im Kreis Euskirchen, Nordrhein-Westfalen.

## Lage

Wildenburg im Jahr 2005

Der Ortsteil liegt südöstlich von Hellenthal. Der Ort ist durch die Landesstraße 22 geteilt. Südlich liegt die Kreisstraße 61. Im Norden der Ortslage fließt der Leiderbach.
Die dort gelegene Burg Wildenburg ist eine der wenigen erhaltenen Höhenburgen in der Eifel. Sie wurde nach ihrer Erbauung zwischen 1202 und 1235 nie durch Krieg etc. zerstört.
Im Ort steht die Pfarrkirche St. Johannes der Täufer.

## Geschichte
Wildenburg gehörte ursprünglich zur Gemeinde Wahlen. Am 1. Juli 1969 wurde Wahlen nach Kall eingemeindet. Am 1. Januar 1972 wurde Wildenburg mit weiteren Ortschaften, die früher der Gemeinde Wahlen angehört haben, nach Hellenthal umgegliedert.

## Verkehr
Per PKW wird Wildenburg von Norden erreicht, indem man zunächst die A 1 bis zur Abfahrt Blankenheim nutzt. Im Weiteren die B 51 in Richtung Trier bis Blankenheimerdorf befährt, wo auf die B 258 in Richtung Aachen gefahren werden muss, bis zum Kreisverkehr hinter Krekel. Ab dort folgt man der Beschilderung in Richtung Reifferscheid. Von Süden befährt man die B 51 bis Blankenheimerdorf und benutzt dann ebenfalls die B 258 wie zuvor.
Per Bahn ist Wildenburg über den Bahnhof Kall erreichbar, von wo die VRS-Buslinie 885 der RVK, überwiegend als TaxiBusPlus nach Bedarf, verkehrt. Anschluss in Richtung Hellenthal besteht über den Nachbarort Manscheid.
| Linie | Verlauf |
| ----- | --- |
| 885   | MiKE (außer im Schülerverkehr): Manscheid – Wildenburg – Benenberg – (Krekel – Rüth – Roder –) Sistig – (Frohnrath –) Rinnen – Sötenich – Kall Bf |

## Wanderwege
Neben weiteren teils regionalen Wanderwegen liegt Wildenburg am Wanderweg Nr. 12 Rhein-Rureifel-Weg des Eifelvereins (Brohl-Lützing – Monschau) und an der Burgenroute, einem Submarkenweg des Eifelsteigs.
Auch der Radwanderweg F 8 des Kreises Euskirchen berührt den Ort.